# Ejercicios militares chinos alrededor de Taiwán de 2022
Los ejercicios militares chinos de 2022 alrededor de Taiwán (chino: 2022年環台軍事演練) son una serie de ejercicios militares de la República Popular China (RPC) que rodean a Taiwán. Inicialmente duraron del 4 al 7 de agosto de 2022 e incluyeron simulacros con fuego real, incursiones aéreas, despliegues navales y lanzamientos de misiles balísticos por parte del Ejército Popular de Liberación. Los ejercicios comenzaron en respuesta a la visita a Taiwán de la presidenta de la Cámara de Representantes de los Estados Unidos, Nancy Pelosi.
Los ejercicios, que generaron críticas de otras naciones, fueron una demostración de fuerza destinada a disuadir lo que la República Popular China percibe como la participación de Estados Unidos en los llamados "asuntos internos de China" y demostrar el poder militar chino en la región tanto para audiencias internacionales como nacionales. Los simulacros con fuego real no tenían precedentes en la historia reciente y se llevaron a cabo en seis zonas que rodeaban las vías fluviales internacionales y las rutas de aviación más transitadas de la isla. El 8 de agosto, el ejército de China anunció nuevos ejercicios militares en Taiwán. China anunció el fin de los ejercicios el 10 de agosto y también declaró que se lanzarían "patrullas" regulares en el Estrecho de Taiwán.

## Trasfondo
El 11 de junio de 2022, el secretario de Defensa de EE. UU., Lloyd Austin, condenó la actividad militar "provocadora y desestabilizadora" de China cerca de Taiwán, un día después de que el ministro de Defensa de China, Wei Fenghe, advirtiera a Austin que "si alguien se atreve a separar Taiwán de China, el ejército chino definitivamente no lo hará". dude en iniciar una guerra sin importar el costo". Wei dijo además que el Ejército Popular de Liberación "no tendría más remedio que luchar y aplastar cualquier intento de independencia de Taiwán, salvaguardando la soberanía nacional y la integridad territorial".

## Curso cronológico
La semana anterior a la visita de la delegación del Congreso, el gobierno de la República Popular China advirtió a Estados Unidos que cumpliera con el principio de Una China, además de mencionar que "aquellos que juegan con fuego perecerán por ello", y que el país norteamericano estaría "jugando con fuego" si Biden permitiría que Pelosi visitara la República de China.
El 2 de agosto, en respuesta a la visita de Pelosi, la República Popular China anunció cuatro días de simulacros militares con fuego real sin precedentes, en seis zonas que rodean la isla en las vías fluviales y rutas de aviación internacionales más transitadas. En respuesta al anuncio, los funcionarios de la República de China se quejaron de que los simulacros con fuego real del EPL eran una invasión del espacio territorial de Taiwán y un desafío directo a la libre navegación aérea y marítima.El 4 de agosto, las tropas taiwanesas dispararon bengalas para ahuyentar a los drones que sobrevolaban las islas Kinmen. En una demostración de fuerza, la República Popular China desplegó tanto un grupo de portaaviones como al menos un submarino nuclear en el Estrecho de Taiwán, y tanto el grupo de portaaviones como el submarino nuclear participaron en los simulacros con fuego real. La República Popular China anunció simulacros adicionales con fuego real tanto en el mar Amarillo como en el de Bohai, y la Administración de Seguridad Marítima de China anunció cinco áreas restringidas en el Mar Amarillo donde se realizarían ejercicios del 5 al 15 de agosto, así como cuatro zonas adicionales en el Mar de Bohai. Mar donde iba a tener lugar un mes de operaciones militares de la RPC a partir del 8 de agosto.
China disparó 11 misiles a las aguas que rodean a Taiwán durante los simulacros con fuego real, al menos varios de los cuales fueron misiles balísticos Dongfeng, el doble de los que se dispararon en julio de 1995, durante la Tercera Crisis del Estrecho de Taiwán.Según se informa, varios misiles volaron sobre Taiwán. Japón informó que cinco de los misiles cayeron en su zona económica exclusiva, al suroeste de las Islas Yaeyama. Según el Ministerio de Defensa japonés, esta es la primera vez que misiles balísticos lanzados por China aterrizan en la zona económica exclusiva de Japón.
Mientras los ejercicios con fuego real del EPL estaban en curso el 4 de agosto, el grupo de ataque del portaaviones estadounidense del USS Ronald Reagan estaba realizando operaciones militares en el Mar de Filipinas, incluidas las aguas al sureste de Taiwán.  Sin embargo, EE. UU. también canceló el lanzamiento de prueba planificado de un misil Minuteman III, que estaba programado para la misma semana en que comenzó la crisis, para evitar una mayor escalada de las tensiones con China.
En respuesta a los simulacros de la República Popular China, el 7 de agosto, el gobierno de la República de China anunció que realizaría ejercicios de artillería con fuego real en el condado de Pingtung, que sirvieron como represalia a los recientes ejercicios con fuego real de la República Popular China en Taiwán y probar la preparación para el combate. Al principio, la República Popular China pareció concluir sus ejercicios militares de acuerdo con su calendario publicado el 4 de agosto. Durante los simulacros realizados en el condado de Lienchiang, las bengalas disparadas por el ejército de Taiwán iniciaron un incendio. El lunes, el Comando del Teatro del Este de China anunció que continuaría con sus simulacros, que incluyen ataques antisubmarinos y operaciones de ataque marítimo, sin anunciar una fecha de finalización. El 10 de agosto, el Comando del Teatro del Este anunció el fin de los ejercicios militares después de haber "completado con éxito varias tareas y probado de manera efectiva las capacidades de combate integradas de las tropas". Sin embargo, el Comando del Teatro del Este también anunció que llevaría a cabo "patrullas regulares en dirección al estrecho de Taiwán". Tres días después, el 13 de agosto, Taiwán informó que trece aviones militares chinos cruzaron la línea media del estrecho de Taiwán, y que once aviones adicionales cruzaron el 14 de agosto.

## Respuesta internacional

### Estados Unidos
El 5 de agosto de 2022, el secretario de Estado estadounidense, Antony Blinken, visitó Filipinas y dijo que Estados Unidos buscaría reducir las tensiones en el Estrecho de Taiwán para mantener la región segura y la vía fluvial internacional abierta.

### Japón
Durante los simulacros con fuego real del EPL, el ministro de defensa japonés, Nobuo Kishi, presentó una protesta ante Beijing, diciendo que algunos misiles disparados por China aterrizaron en su ZEE, especificando que era "la primera vez que un misil balístico perteneciente al ejército chino había aterrizado". dentro de las aguas (de Japón)" y que el incidente fue "un problema grave que concierne a la seguridad nacional de nuestro país y la seguridad de las personas".
Además, el ministro de Relaciones Exteriores de Japón, Yoshimasa Hayashi, pidió un "cese inmediato" de los ejercicios militares de China y afirmó que las acciones de China tienen un "grave impacto en la paz y la estabilidad de la región y la comunidad internacional".

### Rusia
Rusia reafirma su compromiso con el principio de una sola China y apoyaría a China en una eventual invasión a Taiwán.